# Локотки (Росія)
Локо́тки (рос. Локотки, башк. Локотки) — присілок у складі Башкортостану, Росія. Входить до складу Уфимського міського округу, Кіровського району міста Уфа.
Засноване українськими колоністами у ХІХ столітті.
Населення — 153 особи (2010, 119 у 2002).
Національний склад:
- росіяни — 71 %